# Dayton Lummis
Dayton Lummis Sr. (8 de agosto de 1903 - 23 de marzo de 1988) fue un actor cinematográfico y televisivo estadounidense especializado en la interpretación en series televisivas, principalmente de género western, a menudo encarnando a personajes autoritarios. Desde 1959 a 1960 fue el marshal Andy Morrison en nueve episodios del western de la NBC Law of the Plainsman, interpretado por Michael Ansara y Robert Harland. En 1955 fue el general Douglas MacArthur en el film The Court Martial of Billy Mitchell.

## Primeros años
Nacido en Summit (Nueva Jersey), Lummis estudió teatro en Los Ángeles (California), en la Martha Oatman School. Su primer trabajo profesional, a los 24 años de edad, fue con la Russell Stock Company en Redlands (California). Desde entonces siguió actuando a nivel regional hasta debutar en el circuito de Broadway en 1943.
Lummis trabajó por vez primera para la pantalla a lo 42 años de edad en un papel menor en el film de Burt Lancaster y Barbara Stanwyck Sorry, Wrong Number. Tras otras pocas actuaciones para el cine, algunas de ellas no acreditado, Lummis encarnó a un superintendente de la policía en la serie televisiva Racket Squad, en el episodio de 1952 "The Strange Case of James Doyle". Ese mismo año fue Paul Clarkson en el capítulo "Where There's a Will" de la serie detectivesca Mr. and Mrs. North, protagonizada por Richard Denning. En 1954 fue el sargento de policía Jack Gotch en el episodio "The Bink Trunk" de la serie protagonizada por Jack Webb Dragnet. En 1958 encarnó a Jonas Warman en "The Healer", una entrega del show de la NBC M Squad, cuyo protagonista era Lee Marvin.

## Series de antología
Lummis actuó en numerosas series de antología, destacando de entre ellas las siguientes interpretaciones: Los capítulos "Vote of Confidence" y "A Championship Affair" (ambos en 1954) de la serie de la CBS Four Star Playhouse; dos actuaciones en 1955 para el show de la CBS Schlitz Playhouse of Stars, en los episodios "The Last Pilot Schooner" y "Ambitious Cop"; cuatro papeles para la serie de la NBC The Loretta Young Show entre 1954 y 1956; episodio "Temptation", dentro de la producción de la CBS Lux Video Theatre, en el cual encarnó en 1956 a Nigel; episodio "Sky Pilot" de la serie militar de la CBS Navy Log (1955); cuatro papeles entre 1953 y 1957 pare el show General Electric Theater, en las entregas "Best Seller", "My Wife, Poor Wretch", "Too Good with a Gun", y "I Will Not Die"; fue el coronel Duncan Smuthe en "The Tichborne Claimant", una entrega de la serie de la NBC The Joseph Cotten Show; episodio "The Nightingale" (1958) en el show de la NBC Shirley Temple's Storybook; papeles de Tom Ackley en "Crack of Doom", Charles Blanchard en "Mr. Blanchard's Secret" y el sargento Oliver en "Listen, Listen!", episodios de Alfred Hitchcock Presents en los que participó entre 1956 y 1958; dos actuaciones en 1958, como el doctor Engle en "Before I Die" y como el coronel Brecker en "Bitter Heritage", ambas entregas del show de la CBS Playhouse 90; episodios "The Lady Takes the Stand" y "A London Affair" del programa de la NBC Goodyear Theatre, en los que trabajó en 1958 y 1959.

## Papeles en westerns
El primer papel western de Lummis fue el del banquero Jonathan Wilkins en la episodio de 1953 "Trouble in Town" de la serie The Lone Ranger. Otro papel del género western fue el de general Rogers en The Adventures of Jim Bowie (1957). Ese mismo año participó en el episodio "The Fugitive" de la serie Man Without a Gun, protagonizada por Rex Reason y Mort Mills; en 1958 Lummis hizo un papel sin créditos en el film de Audie Murphy From Hell to Texas, y ese mismo año fue Jabez Lord en el episodio "Hunter's Moon" de la serie de la NBC Buckskin, protagonizada por Tom Nolan; el año siguiente actuó en "Excitement at Milltown", del show de Rod Cameron State Trooper, y fue el juez Randall en el capítulo "Gone But Not Forgotten" de la serie de la CBS Yancy Derringer, protagonizada por Jock Mahoney; en 1960 encarnó a Gideon Templeton en "Path of the Eagle", episodio de la producción de la NBC Riverboat, interpretada por Darren McGavin.
Entre sus actuaciones para el género, destacan sus diferentes colaboraciones para Law of the Plainsman, producción en la que intervino en los siguientes episodios: 
- "Prairie Incident" (1 de octubre de 1959)
- "A Matter of Life and Death" (15 de octubre de 1959)
- "The Hostiles" (22 de octubre de 1959)
- "Blood Trails" (5 de noviembre de 1959)
- "Appointment in Santa Fe" (19 de noviembre de 1959)
- "The Gibbet" (26 de noviembre de 1959)
- "The Innocents" (10 de diciembre de 1959)
- "Endurance" (14 de enero de 1960)
- "Dangerous Barriers" (10 de marzo de 1960)[3]

Lummis trabajó en otras muchas producciones del género western. Entre ellas pueden citarse: dos intervenciones en 1960 en el show de Chuck Connors para la ABC The Rifleman, en los capítulos "The Lariat" y "The Illustrator"; ese mismo año trabajó también dos veces para la serie Death Valley Days, encarnando a Lewis Wallace en "Shadows on the Window" y a De La Mar en "City of Widows"; en 1961 fue un juez en "Killer Without Cause", episodio de la serie de la NBC Laramie, y además trabajó en dos westerns de Warner Brothers, "Trouble at Sand Springs", dentro del show de Will Hutchins Sugarfoot y "The Young Fugitives", entrega de la serie de Clint Walker Cheyenne, en la que actuó junto a Richard Evans; en 1962 fue el Dr. Burroughs en el episodio "The Ross Bennett Story", perteneciente a la producción de la NBC The Wide Country, protagonizada por Earl Holliman y Andrew Prine.
En 1963 fue Horatio Turner en "The Money Cage", episodio de la serie de la NBC El virginiano. Lummis encarnó a Jasom Simms en "Green, Green Hills" (1962) y a Thomas Fenton Giler en "Down There, the World" (1963), dentro del programa de NBC Empire, protagonizado por Richard Egan. En 1963 interpretó a Clayton Emory en el episodio "The Chooser of the Slain", perteneciente a una serie de Warner Brothers de corta trayectoria, The Dakotas, protagonizada por Larry Ward y Chad Everett. También en 1963, fue el coronel Bob Grainter en "Fracas at Kiowa Flats", dentro de la serie de la NBC Temple Houston, interpretada por Jeffrey Hunter.
Lummis trabajó en tres ocasiones para la serie Wagon Train, en los episodios "the Martha Barham Story" (1959, con Ann Blyth), "The John Turnbull Story" (1962, con Henry Silva), y "The Myra Marshall Story" (1963, con Suzanne Pleshette). Por otra parte, hizo un total de cuatro actuaciones para Bonanza, en los episodios "Escape to Ponderosa" (1960), "The Secret" (1961), "The Legacy" (1963), y "The Dilemma" (1965). La actuación de 1965 en Bonanza fue su último papel de western durante una década, volviendo al género el 3 de febrero de 1975 en el episodio ""The Angry Land", uno de los últimos de la serie de la CBS Gunsmoke, protagonizada por James Arness. "The Angry Land" fue la penúltima actuación de Arness en Gunsmoke, así como la última aparición de Lummis en la pantalla.

## Otros papeles
Lummis actuó en otras películas y series de televisión a lo largo de su carrera, entre ellas las siguientes:
- I Love Lucy, como Bill Parker en "Lucy Has Her Eyes Examined" (1953), como Mel Eaton en "Lucy Writes a Novel" (1954), y como Mr. Sherman en "Hollywood at Last" (1955).

- Lassie, como Dr. Walter Stewart en tres episodios, "Gramps" (1954) y "The Injury" y "The Snake" (CBS, ambos en 1955).

- The Glenn Miller Story, como el coronel Spaulding (no acreditado), 1954.

- Crusader, como Ray Talbot en "Nine Priceless Objects" (1956).

- You Are There, "The Bank Holiday Crisis of March 6, 1933" de Walter Cronkite (CBS, 1957).

- Markham, como Howard Fulton en "The Father" (CBS, 1959).

- Angel, como Mr. Mathews en "Angel's Temper" y "The Museum" (CBS, ambos de 1960).

- The Lawless Years, como el juez en "The Prantera Story" (NBC, 1960).

- Espartaco, como Symmachus, no acreditado (1960).

- Elmer Gantry, como el periodista Eddington (1960).

- Adventures in Paradise, como Charles Fouchet en "Please Believe Me" (ABC, 1962).

- Thriller, como Clarence en "The Cheaters" (1960) y como Millard Braystone en "Cousin Tundifer" (NBC, 1962).

- 77 Sunset Strip, como Guy Winters en "Shadow on Your Shoulder" (ABC, 1962).

- Walt Disney's Wonderful World of Color, como un comisionado en "The Mooncussers" (NBC, 1962).

- Arrest and Trial, como el doctor Murray en "Funny Man with a Monkey" (ABC, 1964).

- Viaje al fondo del mar, como Gustave Reinhardt en "The Last Battle" (ABC, 1965).

- El túnel del tiempo', como Gladstone en "Night of the Long Knives" (ABC, 1966).

- This Is the Life, como el juez Brandt en "Parents, Too, Can Be Delinquents" (1967).

- Moonfire, como Fuentes, con Richard Egan, Richard Bull, Charles Napier, y el boxeador Sonny Liston (1973).[3]

## Vida personal
A lo largo de su carrera, Lummis mantuvo un rancho. Estuvo casado con Dorothy L. Lummis (11 de abril de 1912 – 21 de enero de 1997), una nativa de Pensilvania. Dayton Lummis falleció en 1988, a los 84 años de edad, en Santa Mónica (California). Su hijo, Dayton Lummis, Jr. (nacido hacia 1936), fue director de museo y autor de numerosos trabajos relacionados con el Oeste de Estados Unidos.